# Diète de Worms
Pour les articles homonymes, voir Diète.

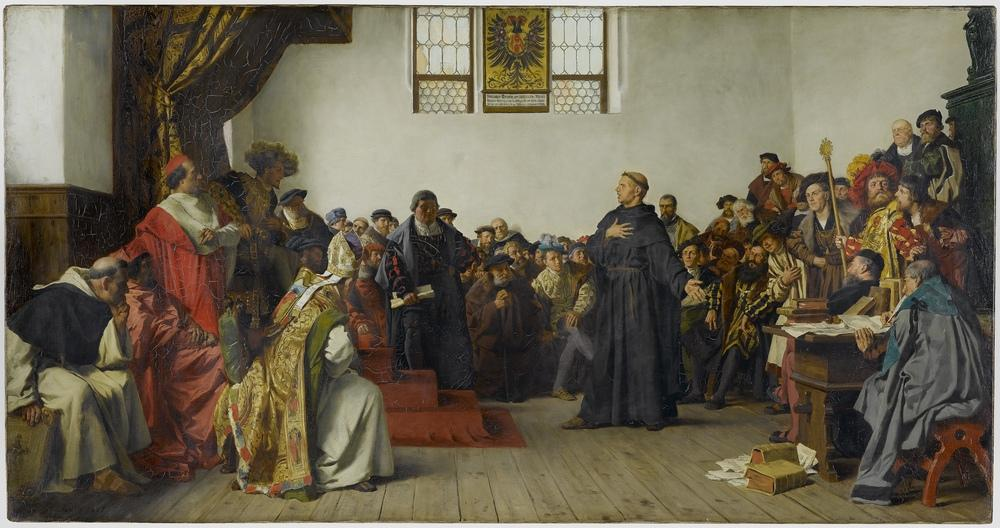
Luther à la Diète de Worms en 1521, peinture historique d'Anton von Werner (1877).

Les Diètes d'Empire à Worms sont des assemblées générales des États du Saint-Empire romain qui se sont tenues à plusieurs reprises à la ville libre de Worms, bordée par le Rhin supérieur en Germanie. Un rôle important est joué surtout par la Diète de 1495, qui a tenté d'amorcer une réforme fondamentale de l'ordre constitutionnel d'Empire, et par la Diète de 1521 au cours de laquelle Martin Luther s'est présenté.

## Diète de 829
L'empereur Louis le Pieux, dont la première épouse Ermengarde de Hesbaye était décédée en 818, s’était remarié l’année suivante avec une princesse guelfe, Judith de Bavière. La nouvelle impératrice avait obtenu du fils aîné de Louis, Lothaire Ier, qu’il soit le parrain de son fils Charles (né en 823) ; De plus, conformément à la tradition franque, Charles pouvait participer au partage de l'empire mais cette disposition contrevenait à l'Ordinatio imperii de 817. 
C’est pourquoi au mois d'août 829, Louis convoqua une diète impériale à Worms afin de proposer un nouveau partage de l’empire au bénéfice de Charles, contrairement à sa propre Ordinatio imperii. Comme il ne s’agissait que d’octroyer à Charles un duché (ducatus) et non un royaume (regnum), l’Ordinatio imperii n’était pas formellement abolie ; mais l’esprit dans lequel elle avait été écrite, à savoir la sujétion d'un nouveau partage du pouvoir à l'abolition du droit dynastique, était bafoué. Le fils aîné de Louis, Lothaire Ier, co-régent du royaume, se trouvait lésé par cet acte, d'autant plus que le duché destiné à Charles, l'Alémanie, serait pris sur ses propres terres : il s'opposa donc au partage. Il fut exilé en Italie et démis de la co-régence du royaume de Francie.

## Diète de 926
Henri Ier de Saxe, consacré roi de Francie orientale (Germanie) en 919, avait assemblé à la fin de l'année 926 une diète générale dans la ville de Worms dans le duché de Franconie. Raoul, roi de Bourgogne, s'y trouva avec un grand nombre de seigneurs de la Germanie. Richewin, évêque de Strasbourg, assista aussi à cette diète, puisque ce fut à ses prières et à celles de Heriger de Mayence et d'Adalvard de Verden que Henri donna le village d'Almentz, à Waldon, évêque de Coire. 
Le diplôme fut expédié à Worms le 11 novembre 926. L'assemblée a décidé de mettre en place plusieurs mesures pour repousser les attaques des Magyars.

## Diète de 1076
Il ne s'agit pas réellement d'une diète mais d'un synode réunissant en janvier 1076 les évêques allemands et le roi des Romains Henri IV. Au cours de cette diète tenue sous la présidence d'Henri IV, et dirigée par Sigefroi Ier de Mayence, le pape Grégoire VII est déclaré déchu (24 janvier). En réponse, le pape destitue et excommunie le roi. 
Pour obtenir la levée de l'excommunication, l'empereur doit faire pénitence à Canossa ; Le pape accepte de lever l'excommunication le 28 janvier 1077.

## Diète de 1122
Il ne s'agit pas à proprement parler d'une diète mais du concordat de Worms (Pactum Calixtinum sive Heinricianum) signé le 23 septembre 1122 entre le pape Calixte II et l'empereur Henri V. Il mit fin à la querelle des Investitures : il fut reconnu aux évêques et aux abbés une double investiture :
- une investiture religieuse en lui remettant la crosse et l'anneau (donné par l'Église) qui font de lui le détenteur du pouvoir spirituel ;
- puis une investiture féodale donnée par l'empereur, faisant de lui le possesseur d'un fief.

Les élections canoniques devaient avoir lieu librement sans simonie ni violence et se dérouler en présence de l'empereur ou de son représentant.

## Diète de 1231
L'empereur Frédéric II cherchant des appuis en Germanie pour sa politique italienne, dut, par le Statutum in favorem principum, y accorder aux vassaux laïques les mêmes privilèges que les prélats avaient obtenus dès 1220.

## Diète de 1495
La Diète de 1495, réunie par Maximilien Ier, tente de réglementer au profit du pouvoir impérial la violence des princes et d'endiguer la désintégration du Saint-Empire. Pour cela, la Diète essaye de moderniser la Constitution de l'Empire ; elle proclame la paix perpétuelle, interdit les guerres privées et crée un Tribunal d'Empire (Reichskammergericht) pour régler les différends entre souverains immédiats de l'Empire. L'impôt d'Empire y est introduit.
Lors de cette Diète, le 21 juillet, le comté de Wurtemberg fut élevé au rang de duché de Wurtemberg.

## Diète de 1521

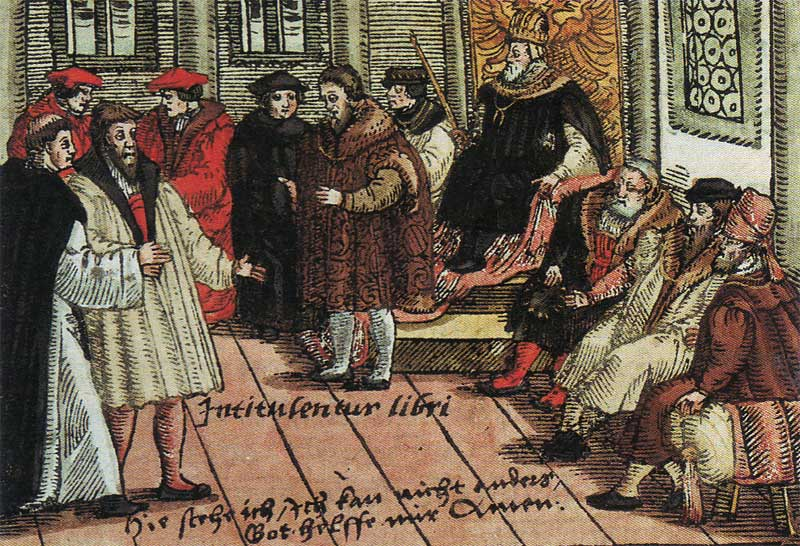
Luther à Worms, gravure sur bois (1556).

La Diète impériale de 1521 est une assemblée extraordinaire des prince-électeurs, des conseillers privés et du conseil des villes d'Empire, convoquée par Charles Quint à la suite de son élection à la tête du Saint-Empire. Elle se déroula du 28 janvier au 25 mai 1521. Bien que beaucoup de thèmes y aient été traités, la diète est surtout restée célèbre pour avoir abordé le cas de Martin Luther et les effets de la réforme protestante.
L'ordre du jour prévoyait l'adoption d'une réforme administrative (Reichsregiment (en)) et militaire (Reichsmatrikelordnung) du Saint-Empire, en particulier pour faire face à la menace turque. Par la même occasion, Charles Quint et son frère Ferdinand rendaient officielle la délimitation de leurs empires respectifs et jetaient ainsi les bases des lignées espagnole et germanique des Habsbourg (Matricule de Worms). C'est enfin au cours de cette diète (mais en marge de l'assemblée proprement dite) que comparut Martin Luther, qui fut finalement mis au ban.

### Déroulement et cadre
La Diète fut déclarée ouverte le 27 janvier et fut congédiée le 26 mai 1521. Worms était depuis le 28 novembre 1520 la résidence de l'empereur Charles Quint. Le logement des participants et de leur suite était à la charge des bourgeois. Selon un contemporain, Dietrich Butzbach, la ville était sens dessus dessous (alles <war> wüst und wild), et certains jours on comptait trois ou quatre morts en ville. On ne respectait plus le jeûne, la prostitution était florissante, les duels se multipliaient et certains convives se saoulaient à mort avec du mauvais vin. Le nonce papal, Jérôme Aléandre, après avoir approuvé la condamnation de Martin Luther le 13 février, ne se sentit plus en sécurité : le chevalier Franz von Sickingen envisageait son assassinat, et d'ailleurs la majorité de la population était alors favorable aux idées de Luther contre le luxe du clergé ; une imprimerie répandit au cours du congrès des écrits d’Ulrich von Hutten et des pamphlets anticléricaux parmi le peuple.

### La réforme du Saint-Empire et le partage de l'héritage Habsbourg
On examina sous la présidence du roi Ferdinand (1503–1564), frère de Charles Quint, un projet de réforme du Saint-Empire (Reichsregiment). Cette réforme faisait suite aux représentations des princes à Charles Quint en préalable à son élection comme Roi des Romains, et c’est pourquoi le nouveau souverain se trouvait par capitulation dans l'obligation de réunir la Diète. D’un autre côté, cette réforme devenait également nécessaire pour l’empereur dans la mesure où il était également roi d’Espagne, et ainsi gouvernait sur « un empire sur lequel jamais le soleil ne se couche » : il devait donc prendre des mesures pour qu’on puisse agir en son absence.
La réforme de l'armée du Saint-Empire (Reichsmatrikelordnung) fixait précisément les contributions attendues des États impériaux à la défense collective, sous forme d'impôts et de contingents à mobiliser et à équiper. Elle constitue le fondement juridique de l'impôt de guerre contre les Turcs (Reichstürkenhilfe).
Par la même occasion, Charles et Ferdinand furent les premiers Habsbourg à convenir d’un partage du domaine héréditaire : à Charles revenait l’Espagne et à Ferdinand l’Autriche (traité de Worms du 28 avril 1521). Ce nouvel ordre successoral transférait la Basse-Autriche et l’Autriche intérieure à Ferdinand, auxquelles s'ajouteront l'année suivante (par un accord tacite : le traité de Bruxelles (1522)) le Tyrol, le Wurtemberg et l’Autriche antérieure, donnant ainsi au royaume d’Autriche sa géographie définitive. Cet accord dynastique fait date dans la séparation de la branche des Habsbourg d'Autriche et des Habsbourg d'Espagne. La prérogative de concourir pour la couronne impériale reviendra désormais aux Habsbourg d'Autriche qui — à une courte interruption près — conserveront le sceptre impérial jusqu'en 1806.

### Le procès de Luther
C'est aussi au cours de la Diète, mais en marge de celle-ci, que la Cour donna audience les 17-18 avril à Martin Luther. Luther avait déjà été condamné comme hérétique et frappé d’excommunication ; mais avant que ce dernier fût officiellement mis au ban, la capitulation ratifiée par Charles Quint en 1519 pour son élection lui faisait obligation d'entendre le plaidoyer de l'ex-moine saxon. Luther protesta sur la Bible, pour se conformer à l'exigence du Roi, qu'il ne renierait pas ses thèses. Cela concernait particulièrement ses livres imprimés en 1520 : De la liberté du chrétien, À la noblesse chrétienne et Sur l’exil de l'Église en Babylone. Sa réponse à l'invitation que lui faisait Charles Quint d'abjurer est restée célèbre :
« 
… À moins qu'on ne me convainque de mon erreur par des attestations de l'Écriture ou par des raisons évidentes — car je ne crois ni au pape ni aux conciles seuls puisqu'il est évident qu'ils se sont souvent trompés et contredits — je suis lié par les textes de l'Écriture que j'ai cités, et ma conscience est captive de la Parole de Dieu ; je ne peux ni ne veux me rétracter en rien, car il n'est ni sûr, ni honnête d'agir contre sa propre conscience. Me voici donc en ce jour. Je ne puis faire autrement. Que Dieu me vienne en aide. »
Ces dernières phrases : « Me voici donc en ce jour. Je ne puis faire autrement. Que Dieu me vienne en aide », sont fréquemment citées, mais elles n'ont été confirmées ni par les témoins, ni par les actes de la Diète, et leur authenticité est aujourd'hui jugée douteuse. Selon le conseiller d'Augsbourg Konrad Peutinger, qui a assisté en personne au procès de Worms, Luther aurait simplement dit : « Que Dieu me vienne en aide » (« Got kum mir zu hilf. »). Toujours est-il que son insoumission entraîna la promulgation  de l’édit de Worms, qui stipulait sa mise au ban. La condamnation fut lue par le nonce apostolique Jérôme Aléandre, qui n'avait pas ménagé ses efforts pour obtenir ce verdict. Le 4 mai 1521, Luther était extrait secrètement de Worms par son protecteur, le prince-électeur Frédéric III de Saxe, et mis en sécurité au château de la Wartbourg, à Eisenach.